# M5 (Машрік)
M5 — є основним маршрутом із півночі на південь у міжнародній мережі доріг Арабського Машріку, що проходить через Ірак та східну частину Аравійського півострова. Дорога починається на турецькому кордоні в Заху, потім пролягає через Багдад, Кувейт, Абу-Дабі, Дубай і Маскат до Салали. При цьому дорога пролягає через п’ять країн, а саме Ірак, Кувейт, Саудівську Аравію, Об’єднані Арабські Емірати та Оман.
M5 також є частиною M90 між Сальва і Батаа.

## Майбутнє
Між Ед-Даммамом і Сальвою автомагістраль М5 все ще пролягає через місто Хофуф. Коли прибережну дорогу (дорогу 95) буде завершено, М5 буде об’їжджати через Хофуф.

## Номери національних доріг
M5 пролягає з півночі на південь наступними національними номерами доріг:
| Номер                      | Маршрут                             |
| Ірак                       | Ірак                                |
| -------------------------- | ----------------------------------- |
| 2                          | Туреччина - Мосул                   |
| 1                          | Мосул - Багдад                      |
| 8                          | Багдад - Кувейт                     |
| Кувейт                     |                                     |
| 80                         | Ірак - Кувейт                       |
| 40                         | Кувейт - Саудівська Аравія          |
| Саудівська Аравія          |                                     |
| 95                         | Кувейт - Даммам                     |
| 615                        | Даммам - Сальва                     |
| 95                         | Сальва - Об'єднані Арабські Емірати |
| Об'єднані Арабські Емірати |                                     |
| E11                        | Саудівська Аравія - Шарджа          |
| E88                        | Шарджа - Масафі                     |
| E89                        | Масафі - Фуджейра                   |
| E99                        | Фуджейра - Оман                     |
| Оман                       |                                     |
| O1                         | Об'єднані Арабські Емірати - Маскат |
| O15                        | Мускат - Нізва                      |
| O31                        | Нізва - Салала                      |